# 小川勝次

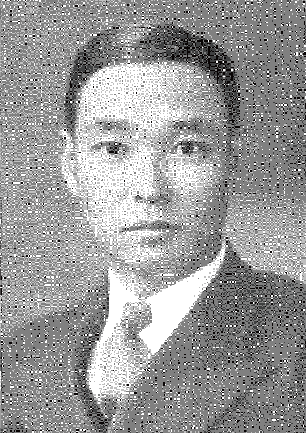
小川勝次

小川 勝次（おがわ かつじ、1899年（明治32年)）4月16日 - 1988年（昭和63年）9月7日）は、新潟県高田市（現・上越市）出身のスキー選手・指導者。第3代全日本スキー連盟会長。

## 来歴
1911年、郷里でレルヒ少佐の講習会を見学して以来、スキーに親しむようになる。旧制高田中学校を経て、1923年早稲田大学商学部卒。中学・大学を通じクロスカントリースキーの選手として活躍し、1923年の第1回全日本スキー選手権大会にも出場している。大学卒業後、安田銀行（現・みずほ銀行）に入行し、1937年まで勤務。この間、1923年に大日本体育協会のスキー部員となり、さらに1925年に全日本スキー連盟が設立されると常務委員となる。その後庶務委員、専務理事を経て、第二次世界大戦直後の1946年に副会長となり、日本のスキー界の復興に尽くした。1952年オスロオリンピックでは、スキーチームの監督をつとめた。1954年に小島三郎の後任として、全日本スキー連盟の会長に就任。1958年の退任後は、同連盟顧問を長くつとめた。また、日本体育協会理事も歴任した。
日本スキー史の生き字引存在であり、「日本スキー発達史」などの著書もある。

## 著書
- 日本スキー発達史（1956年）
- 高松宮殿下のスキー随行記（1975年）